# وصل (معان)
الوصل عند أهل المعاني عطف بعض الجمل على بعض، أو المفردات على بعضها، والفصل تركه.

## وصلات خارجية
- مسرت جمال. بلاغة أسلوب الوصل والفصل في القرآن. جامعة بشاور